# Otwór pachowy boczny
Otwór pachowy boczny (łac. foramen axillare laterale), otwór czworoboczny (łac. foramen quadrangulare) – w anatomii człowieka szczelinowaty otwór w tylnej ścianie jamy pachowej, łączący ją z przestrzenią podnaramienną. Leży bocznie od otworu pachowego przyśrodkowego, odgraniczony od niego ścięgnem głowy długiej mięśnia trójgłowego ramienia.
Ograniczenia:
- górne – mięsień obły mniejszy,
- boczne – szyjka chirurgiczna kości ramiennej,
- przyśrodkowe – mięsień trójgłowy ramienia (głowa długa),
- dolne – mięsień obły większy.

Zawartość:
- tętnica okalająca ramię tylna,
- żyła okalająca ramię tylna,
- nerw pachowy,
- naczynia limfatyczne.